# Liga Sudamericana de Baloncesto Femenino de 2022
La Liga Sudamericana de Baloncesto Femenino 2022 fue la quinta edición de este torneo con esta denominación si se considera la edición del 2002, y la 20.° edición en general de la competencia continental para clubes de básquetbol femenino. Se esperó que este certamen contase por primera vez con la participación de 16 equipos, sin embargo la cantidad de clubes para este torneo fue inicialmente de 12, para luego finalmente disputarse con 11 equipos tras la deserción del Sodie Doces brasilero y la Fundación Deportiva Anzoategui de Venezuela y la adición del club Aguada uruguayo.

## Equipos participantes
| País              | Equipos                                               | Vía de clasificación |
| ----------------- | ----------------------------------------------------- | --- |
| Argentina 3 cupos | Deportivo Berazategui Quimsa Club Tomás de Rocamora   | |
| Bolivia 1 cupo    | Club Atlético Ramallo Lafuente (Carl A-Z)             | |
| Brasil 1 cupo     | Sodie Doces/LSB RJ                                    | |
| Chile 1 cupo      | Sportiva Italiana                                     | |
| Ecuador 2 cupos   | UDJ/Club Deportivo Santa Maria Societá Sportiva Bocca | Campeón de la Liga Ecuatoriana de Baloncesto Femenino 2021 Subcampeón de la Liga Ecuatoriana de Baloncesto Femenino 2021 |
| Paraguay 1 cupo   | Félix Pérez Cardozo                                   | Campeón Liga Nacional 2021                                                                                               |
| Uruguay 2 cupos   | Defensor Sporting Malvín Club Atlético Aguada         | Campeonas Liga Uruguaya 2021 Tercer Puesto Liga Uruguaya 2021                                                            |
| Venezuela 1 cupo  | Fundación Deportiva Anzoategui                        | |

## Modo de disputa
El torneo estuvo dividido en dos etapas; la ronda preliminar y un play-off final.
Primera ronda
Los doce participantes se dividieron en tres grupos con tres sedes, una por grupo, donde disputaron partidos dentro de cada grupo. A fin de puntuar, cada equipo recibe 2 puntos por victoria y uno por derrota. Los tres primeros de cada grupo avanzaron al cuadrangular final más el mejor segundo de los tres grupos, mientras que los demás dejaron de participar.
Las sedes fueron:
- Grupo A: Concepción del Uruguay, Argentina, del 28 al 30 de abril
- Grupo B: Guayaquil, Ecuador, del 5 al 7 de mayo
- Grupo C: Santiago del Estero, Argentina, del 12 al 14 de mayo

Play-off
Si bien estaba previsto que los cuatro equipos clasificados se enfrentasen en un cuadrangular todos contra todos, finalmente se decidió por un esquema de play-offs con semifinales y final a partido único. El cuadro final se disputó en Paysandú, Uruguay del 8 al 9 de junio.

## Primera fase

### Grupo A
| Pos. | Equipo            | Pts | PJ | PG | PP | PF  | PC  | Dif |
| ---- | ----------------- | --- | -- | -- | -- | --- | --- | --- |
| 1.   | Defensor Sporting | 5   | 3  | 2  | 1  | 163 | 152 | +11 |
| 2.   | Tomas de Rocamora | 5   | 3  | 2  | 1  | 165 | 180 | -15 |
| 3.   | Sportiva Italiana | 4   | 3  | 1  | 2  | 169 | 176 | -7  |
| 4.   | Aguada            | 4   | 3  | 1  | 2  | 183 | 172 | +11 |

|  | Clasificado a la siguiente ronda. |

Los horarios corresponden al huso horario de Concepción del Uruguay, UTC –3:00.
| 28 de abril, 19:00 | Defensor Sporting                                           | 42–56                | Aguada                                                              | Concepción del Uruguay                                                               |  |
|                    | Parciales: 12–9, 8–17, 15–12, 7–18                          |                      |                                                                     |                                                                                      |  |
|                    | Estadísticas Paola Ferrari 9 Paola Ferrari 13 Julieta Ale 5 | Reporte Pts Reb Asts | Estadísticas 16 Florencia Niski 16 Camila Rocio 2 Joaquina Gregorio | Pabellón: Alberto Salem Árbitros: * Claudio Osorio * Franco Ronconi * Romina Morales |  |

| 28 de abril, 21:30 | Tomas de Rocamora                                                  | 55–53                | Sportiva Italiana                                               | Concepción del Uruguay                                                              |  |
|                    | Parciales: 5–14, 12–16, 18–9, 20–14                                |                      |                                                                 |                                                                                     |  |
|                    | Estadísticas Rocio Diaz 18 Sabrina Scevola 14 Antonella Gonzalez 3 | Reporte Pts Reb Asts | Estadísticas 14 Catalina Perez 9 Catalina Perez 4 Thiare Garcia | Pabellón: Alberto Salem Árbitros: * Gustavo Mathias * Erick Endara * Maria Sanabria |  |

| 29 de abril, 19:30 | Sportiva Italiana                                             | 49–55                | Defensor Sporting                                            | Concepción del Uruguay                                                             |  |
|                    | Parciales: 11–12, 14–12, 20–4, 4–27                           |                      |                                                              |                                                                                    |  |
|                    | Estadísticas Catalina Perez 20 Renata Diaz 11 Thiare Garcia 7 | Reporte Pts Reb Asts | Estadísticas 15 Paola Ferrari 11 Paola Ferrari 7 Julieta Ale | Pabellón: Alberto Salem Árbitros: * Franco Ronconi * Erick Endara * Romina Morales |  |

| 29 de abril, 21:30 | Tomas de Rocamora                                               | 63–61                | Aguada                                                       | Concepción del Uruguay                                                                |  |
|                    | Parciales: 15–18, 18–11, 13–12, 17–20                           |                      |                                                              |                                                                                       |  |
|                    | Estadísticas Rocio Diaz 20 Sabrina Scevola 13 Sabrina Scevola 4 | Reporte Pts Reb Asts | Estadísticas 32 Ana Clara 12 Ana Clara Paz 4 Florencia Niski | Pabellón: Alberto Salem Árbitros: * Gustavo Mathias * Claudio Osorio * Maria Sanabria |  |

| 30 de abril, 19:00 | Aguada                                                | 66–67                | Sportiva Italiana                                                | Concepción del Uruguay                                                                |  |
|                    | Parciales: 8–9, 25–18, 12–14, 21–26                   |                      |                                                                  |                                                                                       |  |
|                    | Estadísticas Ana Clara 21 Camila Rocio 12 Ana Clara 4 | Reporte Pts Reb Asts | Estadísticas 23 Paula Carrasco 10 Catalina Perez 7 Thiare Garcia | Pabellón: Alberto Salem Árbitros: * Gustavo Mathias * Franco Ronconi * Romina Morales |  |

| 30 de abril, 21:30 | Defensor Sporting                                              | 66–47                | Tomas de Rocamora                                             | Concepción del Uruguay                                                             |  |
|                    | Parciales: 14–18, 11–5, 14–13, 27–11                           |                      |                                                               |                                                                                    |  |
|                    | Estadísticas Paola Ferrari 16 Paola Ferrari 12 Paola Ferrari 6 | Reporte Pts Reb Asts | Estadísticas 13 Carla Miculka 15 Sabrina Scevola 5 Rocio Diaz | Pabellón: Alberto Salem Árbitros: * Claudio Osorio * Erick Endara * Maria Sanabria |  |

### Grupo B
| Pos. | Equipo                 | Pts | PJ | PG | PP | PF  | PC  | Dif |
| ---- | ---------------------- | --- | -- | -- | -- | --- | --- | --- |
| 1.   | Deportivo Berazategui  | 4   | 2  | 2  | 0  | 111 | 101 | +10 |
| 2.   | Societa Sportiva Bocca | 3   | 2  | 1  | 1  | 121 | 101 | +20 |
| 3.   | UDJ Santa Maria        | 2   | 2  | 0  | 2  | 99  | 129 | -30 |

|  | Clasificado a la siguiente ronda. |

Los horarios corresponden al huso horario de Guayaquil, UTC –5:00.
| 5 de mayo, 16:00 | UDJ Santa Maria                                                   | 51–58                | Berazategui                                                           | Guayaquil                                                                                 |  |
|                  | Parciales: 12–18, 10–13, 21–14, 8–13                              |                      |                                                                       |                                                                                           |  |
|                  | Estadísticas Carolina Lopez 15 Carolina Lopez 15 Carolina Lopez 4 | Reporte Pts Reb Asts | Estadísticas 15 Florencia Soledad 8 Maria Celeste 4 Florencia Soledad | Pabellón: Abel Jimenez Parra Árbitros: * Diego Chiconato * Larissa Sales * Daniel Jiménez |  |

| 6 de mayo, 16:00 | UDJ Santa Maria                                                | 48–71                | Sportiva Bocca                                                  | Guayaquil                                                                               |  |
|                  | Parciales: 16–15, 8–22, 7–17, 17–17                            |                      |                                                                 |                                                                                         |  |
|                  | Estadísticas Carolina Lopez 19 Yaneth Arias 8 Carolina Lopez 4 | Reporte Pts Reb Asts | Estadísticas 19 Mariah Iesha 8 Jessica Preciado 9 Kiana Johnson | Pabellón: Abel Jimenez Parra Árbitros: * Micaela Prado * Daniel Jimenez * Larissa Sales |  |

| 7 de mayo, 16:00 | Sportiva Bocca                                                  | 50–53                | Berazategui                                                         | Guayaquil                                                                                 |  |
|                  | Parciales: 11–16, 15–7, 14–11, 10–19                            |                      |                                                                     |                                                                                           |  |
|                  | Estadísticas Mariah Iesha 20 Jessica Preciado 8 Kiana Johnson 4 | Reporte Pts Reb Asts | Estadísticas 13 Florencia Soledad 12 Natacha Perez 7 Maria Agustina | Pabellón: Abel Jimenez Parra Árbitros: * Diego Chiconato * Daniel Jimenez * Larissa Sales |  |

### Grupo C
| Pos. | Equipo              | Pts | PJ | PG | PP | PF  | PC  | Dif |
| ---- | ------------------- | --- | -- | -- | -- | --- | --- | --- |
| 1.   | Félix Pérez Cardozo | 6   | 3  | 3  | 0  | 215 | 180 | +35 |
| 2.   | Carl A-Z            | 5   | 3  | 2  | 1  | 203 | 201 | +2  |
| 3.   | Quimsa              | 4   | 3  | 1  | 2  | 201 | 212 | -11 |
| 4.   | Malvin              | 3   | 3  | 0  | 3  | 194 | 220 | -26 |

|  | Clasificado a la siguiente ronda. |

Los horarios corresponden al huso horario de Santiago del Estero, UTC –3:00.
| 12 de mayo, 19:00 | Malvin                                                               | 70–75                | Félix Pérez Cardozo                                            | Santiago del Estero                                                                 |  |
|                   | Parciales: 22–22, 14–23, 12–12, 22–18                                |                      |                                                                |                                                                                     |  |
|                   | Estadísticas Carolina Fernandez 31 Emilia Borges 6 Florencia Somma 7 | Reporte Pts Reb Asts | Estadísticas 21 Gala Mestres 10 Gala Mestres 7 Julieta Giselle | Pabellón: Estadio Ciudad Árbitros: * Danilo Molina * Kristian Paez * Enzo Fernandez |  |

| 12 de mayo, 21:30 | Quimsa                                                          | 72–77                | Carl A-Z                                                        | Santiago del Estero                                                                    |  |
|                   | Parciales: 16–27, 18–20, 16–15, 22–15                           |                      |                                                                 |                                                                                        |  |
|                   | Estadísticas Sofia Acevedo 22 Andrea Agostina 9 Rocio Estrada 6 | Reporte Pts Reb Asts | Estadísticas 27 Alexus Johnson 13 Alexus Johnson 3 Nicole Rojas | Pabellón: Estadio Ciudad Árbitros: * Yezid Carreno * Ramiro Marques * Gaston Rodriguez |  |

| 13 de mayo, 19:00 | Carl A-Z                                                                | 76–67                | Malvin                                                                  | Santiago del Estero                                                                 |  |
|                   | Parciales: 17–25, 21–21, 12–9, 26–12                                    |                      |                                                                         |                                                                                     |  |
|                   | Estadísticas Caterrion Thompson 23 Alexus Johnson 17 Romina Rodriguez 5 | Reporte Pts Reb Asts | Estadísticas 30 Deijah Monique 7 Malvina Guadalupe 8 Carolina Fernandez | Pabellón: Estadio Ciudad Árbitros: * Danilo Molina * Yezid Carreno * Enzo Fernandez |  |

| 13 de mayo, 21:30 | Félix Pérez Cardozo                                          | 78–60                | Quimsa                                                          | Santiago del Estero                                                                    |  |
|                   | Parciales: 25–15, 15–16, 10–17, 28–12                        |                      |                                                                 |                                                                                        |  |
|                   | Estadísticas Sofia Acevedo 19 Celia Noemi 10 Rocio Estrada 3 | Reporte Pts Reb Asts | Estadísticas 24' Gala Mestres 11 Trinity Esence 8 Maria Mercado | Pabellón: Estadio Ciudad Árbitros: * Kristian Paez * Ramiro Marques * Gaston Rodriguez |  |

| 14 de mayo, 19:00 | Carl A-Z                                                        | 50–62                | Félix Pérez Cardozo                                          | Santiago del Estero                                                                    |  |
|                   | Parciales: 14–14, 11–13, 14–16, 11–19                           |                      |                                                              |                                                                                        |  |
|                   | Estadísticas Alexus Johnson 19 Alexus Johnson 11 Nicole Rojas 3 | Reporte Pts Reb Asts | Estadísticas 23 Gala Mestres 11 Gala Mestres 4 Maria Mercado | Pabellón: Estadio Ciudad Árbitros: * Danilo Molina * Enzo Fernandez * Gaston Rodriguez |  |

| 14 de mayo, 21:30 | Quimsa                                                           | 69–57                | Malvin                                                                  | Santiago del Estero                                                                 |  |
|                   | Parciales: 22–14, 18–11, 14–17, 15–15                            |                      |                                                                         |                                                                                     |  |
|                   | Estadísticas Lorena Campos 20 Celia Fiorotto 12 Sofia Macarena 4 | Reporte Pts Reb Asts | Estadísticas 20 Carolina Fenandez 8 Malvina Guadalupe 4 Florencia Somma | Pabellón: Estadio Ciudad Árbitros: * Kristian Paez * Yezid Carreno * Ramiro Marques |  |

### Tabla de segundos
La tabla de segundos de grupo se realizó excluyendo a los últimos equipos de grupo para equiparar al grupo B que solo tuvo 3 clubes en competición. 
| Grupo | Equipo            | Pts | PJ | PG | PP | PF  | PC  | Dif |
| ----- | ----------------- | --- | -- | -- | -- | --- | --- | --- |
| B     | Sportiva Bocca    | 3   | 2  | 1  | 1  | 121 | 101 | +20 |
| C     | Carl A-Z          | 3   | 2  | 1  | 1  | 127 | 134 | -7  |
| A     | Tomas de Rocamora | 3   | 2  | 1  | 1  | 102 | 119 | -17 |

|  | Clasificado a la siguiente fase del torneo. |

## Final Four

### Cuadro
|  | Semifinales            | Semifinales            |    |                       | Final                  | Final      |  |
|  | 8 de junio             | 8 de junio             |    |                       | 9 de junio             | 9 de junio |  |
|  |                        |                        |    |                       |                        |            |  |
|  |                        |                        |    |                       |                        |            |  |
|  | Félix Pérez Cardozo    | 74                     |    |                       |                        |            |  |
|  | Societa Sportiva Bocca | 70                     |    |                       |                        |            |  |
|  |                        |                        |    |                       |                        |            |  |
|  |                        |                        |    |                       |                        |            |  |
|  |                        |                        |    |                       | Félix Pérez Cardozo    | 69         |  |
|  |                        | Defensor Sporting Club | 51 |                       |                        |            |  |
|  |                        |                        |    |                       |                        |            |  |
|  |                        |                        |    |                       |                        |            |  |
|  |                        |                        |    |                       | Tercer lugar           |            |  |
|  |                        |                        |    |                       |                        |            |  |
|  | Defensor Sporting Club | 88                     |    | Deportivo Berazategui | 46                     |            |  |
|  | Deportivo Berazategui  | 80                     |    |                       | Societa Sportiva Bocca | 48         |  |

Los horarios corresponden al huso horario de Montevideo, UTC –3:00.

### Semifinales
| 8 de junio, 19:00 | Félix Pérez Cardozo                          | 74–70   | Societa Sportiva Bocca | Paysandú, Uruguay                        |  |
|                   | Parciales: 20 – 14, 16 – 28, 16 – 8, 22 – 20 |         |                        |                                          |  |
|                   |                                              | Reporte |                        | Pabellón: Estadio 8 de Junio Árbitros: - |  |

| 8 de junio, 21:00 | Defensor Sporting                             | 88–80   | Deportivo Berazategui | Paysandú, Uruguay                        |  |
|                   | Parciales: 23 – 18, 24 – 21, 17 – 21, 24 – 20 |         |                       |                                          |  |
|                   |                                               | Reporte |                       | Pabellón: Estadio 8 de Junio Árbitros: - |  |

### 3º Puesto
| 9 de junio, 19:00 | Societa Sportiva Bocca                       | 48–46   | Deportivo Berazategui | Paysandú, Uruguay                        |  |
|                   | Parciales: 11 – 12, 10 – 11, 15 – 21, 12 – 2 |         |                       |                                          |  |
|                   |                                              | Reporte |                       | Pabellón: Estadio 8 de Junio Árbitros: - |  |

### Final
| 9 de junio, 21:00 | Félix Pérez Cardozo                          | 69–51   | Defensor Sporting | Paysandú, Uruguay                        |  |
|                   | Parciales: 14 – 14, 23 – 4, 13 – 20, 19 – 13 |         |                   |                                          |  |
|                   |                                              | Reporte |                   | Pabellón: Estadio 8 de Junio Árbitros: - |  |

Félix Pérez Cardozo

Campeón

Primer título